# Oskari Friman
Oskari Friman (Usadishche, 27 gennaio 1893 – Vyborg, 19 ottobre 1933) è stato un lottatore finlandese.
Ha vinto due medaglie d'oro olimpiche nella lotta greco-romana; in particolare ha conquistato la medaglia d'oro alle Olimpiadi di Anversa 1920 nella categoria pesi piuma e la medaglia d'oro anche alle Olimpiadi di Parigi 1924 nella categoria pesi leggeri.
Nel 1921, ai campionati mondiali di lotta tenutisi ad Helsinki, ha vinto la medaglia d'oro nella categoria 67,5 kg.
È deceduto a soli 40 anni.